# Nematomorpha
Embranchement
Synonymes
- Gordiacea von Siebold, 1843

Position phylogénétique
- Protostomia
  - Chétognathes
  - Lophotrochozoaires
  - Ecdysozoaires
    - Scalidophores
    - Nématozoaires
      - Nématomorphes
      - Nématodes

    - Panarthropodes

Les nématomorphes (Nematomorpha) sont des vers non-segmentés au corps cylindrique. Ils sont extrêmement longs et fins. Leur tête est de même largeur que le corps. Ils mesurent en moyenne de 0,5 à 2,5 mm de diamètre pour 10 à 70 cm de longueur, la femelle étant plus longue que le mâle. Ils sont aussi appelés vers gordiens à cause de l'impression qu'ils donnent de faire des nœuds compliqués avec leur corps.

## Écologie

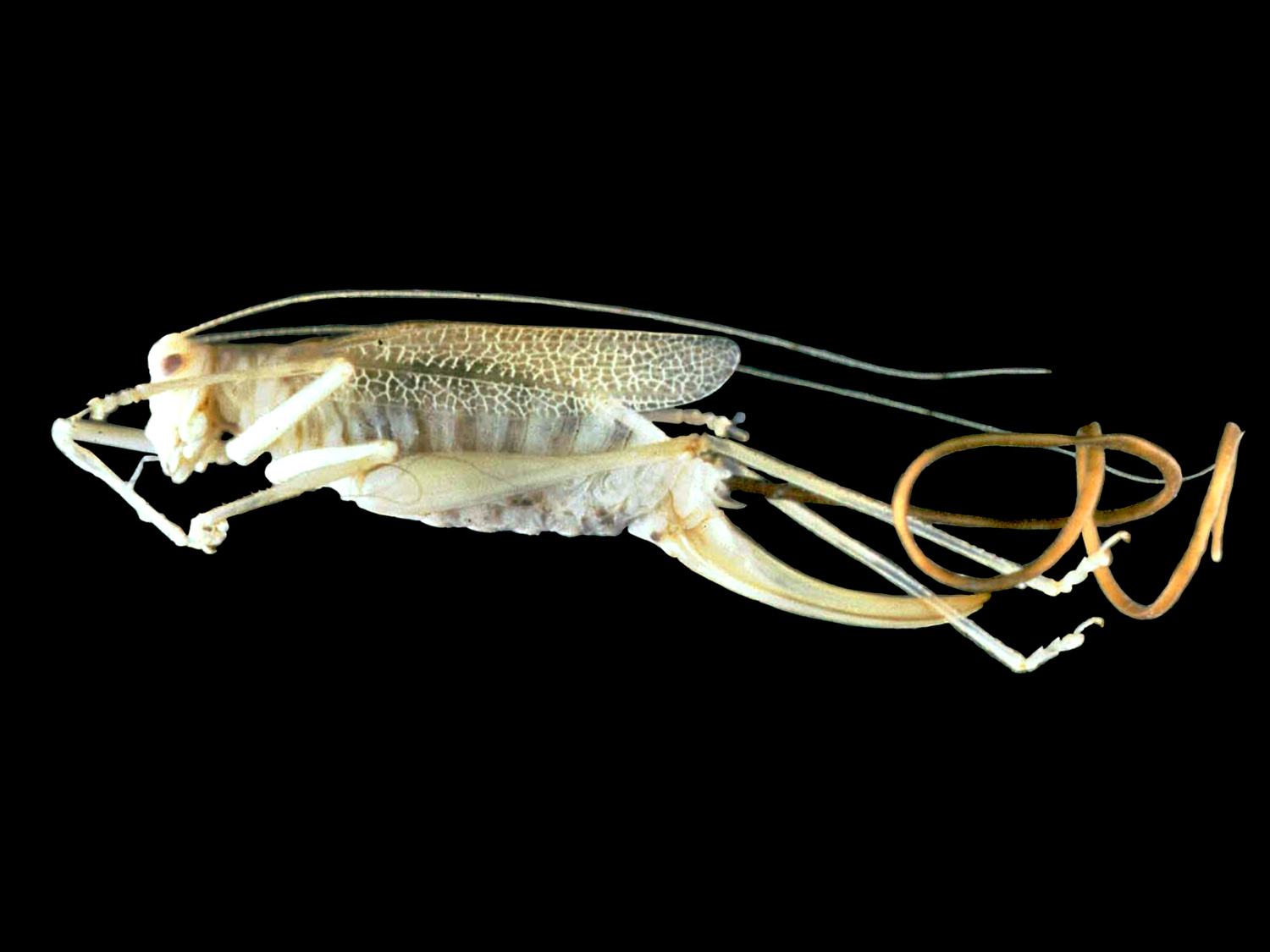
Spinochordodes tellinii et son hôte sauterelle.

Les nématomorphes sont présents dans tous les environnements aqueux : eaux douces, eaux salées, terres humides. Les adultes ont une vie libre tandis que les larves sont systématiquement parasites d'un arthropode ou d'un hirudinea. La larve rentre dans la cavité corporelle de l'hôte à l'aide d'une trompe munie de crochets. Elle s'y développe et, une fois la métamorphose effectuée, un adulte vermiforme finit par sortir.
On dénombre 325 espèces réparties en 2 classes :
- Classe des Gorgioida
  - Chordodea
  - Gordea
- Classe des Nectonematoida
  - Nectonema